# Villeneuve (Fribourg)
Pour les articles homonymes, voir Villeneuve.
Villeneuve est une localité et une ancienne commune suisse du canton de Fribourg, située dans le district de la Broye.

## Histoire
Le village de Villeneuve fait partie successivement de la seigneurie de Surpierre, du bailliage de Surpierre dès 1536, puis, érigé en commune, du district de Surpierre de 1803 à 1848.
Après un premier refus en 2004, la population a accepté, le 26 avril 2015, d'unir sa destinée à la commune de Surpierre, par 122 voix contre 38 et 1 bulletin blanc. La fusion des deux communes est devenue effective au 1er janvier 2017. La nouvelle commune s'appelle Surpierre et compte quelque 700 habitants. Les armoiries sont celles de la commune de Surpierre.

## Géographie
Selon l'Office fédéral de la statistique, l'ancienne commune de Villeneuve mesurait 3,53 km2. 7,8 % de cette superficie correspond à des surfaces d'habitat ou d'infrastructure, 56,6 % à des surfaces agricoles, 33,9 % à des surfaces boisées et 1,7 % à des surfaces improductives.

## Démographie
Selon l'Office fédéral de la statistique, Villeneuve compte 374 habitants en 2022. Sa densité de population atteint 106 hab./km2.
Le graphique suivant résume l'évolution de la population de Villeneuve entre 1850 et 2008 :